# Xavier Brière
 (février 2017).
Si vous disposez d'ouvrages ou d'articles de référence ou si vous connaissez des sites web de qualité traitant du thème abordé ici, merci de compléter l'article en donnant les références utiles à sa vérifiabilité et en les liant à la section « Notes et références ».
Xavier Brière est un comédien, metteur en scène et pédagogue français.

## Biographie
Formé à l'école supérieure d'art dramatique du Théâtre National de Strasbourg de 1983 à 1986, il est actuellement directeur de l'EDT91 (École Départementale de Théâtre) située à Évry.
Au théâtre il a joué sous la direction de Jean Bellorini, Daniel Mesguich, Antoine Caubet, François Rancillac, Agnès Bourgeois, Pierre Santini, Pierre Fourny...
Au cinéma et à la télévision, il a tourné avec Raul Ruiz, Alain Tasma, Jean-Paul Rouve, Bernard Stora, Antoine de Caunes, Benoit Jacquot, Claude d'Anna, Pascal Chaumeil, Laurent Heynemann, Claude Chabrol, Lisa Azuelos...
Avec sa compagnie le Lumen Théâtre, il a mis en scène Marivaux, Rotrou, Brecht, Shakespeare, Gorki, Schnitzler, Botho Strauss, Hanoch Levin, Noëlle Renaude, Gombrowicz, Michel Vinaver, Philippe Sollers, Spinoza, Jacques Géraud, Jim Dodge...
Il a enseigné  à l'Atelier-École Charles Dullin, à l'école du Théâtre National de Chaillot, dans divers conservatoires et a animé des stages (improvisation, répertoire baroque français, Maeterlinck...)
Il enseigne l'interprétation et l'improvisation à l'École Claude Mathieu et à l’EDT91.